# Krum Donczew
Krum Donczew (bułg. Крум Доnчев, ur. 6 września 1978 w Sofii) – bułgarski kierowca rajdowy. W 2006 roku był rajdowym wicemistrzem Europy.

## Życiorys
Swoją karierę w sportach motorowych Donczew w 1999 roku i jeździł w mistrzostwach Bułgarii samochodów turystycznych. W 2000 roku zaliczył swój debiut w rajdach. Pojechał wówczas Peugeotem 306 S16 w Rajdzie Albeny, którego nie ukończył. W 2001 roku wygrał pierwszy rajd w ramach mistrzostw Europy, Rajd Chorwacji. W 2003 roku wziął udział w mistrzostwach świata, w serii Junior WRC. Zadebiutował w nich w styczniu. Pilotowany przez Rumena Manołowa i jadący Peugeotem 206 XS S1600 zajął wówczas 27. miejsce w Rajdzie Monte Carlo i 11. w JWRC. W całym sezonie wziął jeszcze udział w czterech rajdach JWRC, jednak nie zdobył w nich punktów.
W 2004 roku Donczew zrezygnował z udziału w mistrzostwach świata i jeździł w rajdach mistrzostw Europy oraz mistrzostw Bułgarii. W 2005 roku zdobył rajdowy Puchar Europy południowej strefy. Z kolei w 2006 roku został rajdowym wicemistrzem Europy. W 2010 roku wywalczył swój pierwszy w karierze tytuł mistrza Bułgarii jadąc Peugeotem 207 S2000.

## Występy w rajdach WRC
| Sezon | Zespół       | Samochód             | 1  | 2       | 3  | 4             | 5         | 6  | 7    | 8      | 9         | 10        | 11 | 12      | 13 | 14              | 15 | 16 | Punkty | Miejsce |
| ----- | ------------ | -------------------- | -- | ------- | -- | ------------- | --------- | -- | ---- | ------ | --------- | --------- | -- | ------- | -- | --------------- | -- | -- | ------ | ------- |
| 2003  | Krum Donczew | Peugeot 206 XS S1600 | 27 | Szwecja | NU | Nowa Zelandia | Argentyna | NU | Cypr | Niemcy | Finlandia | Australia | NU | Francja | 31 | Wielka Brytania |    |    | 0      | -       |

## Występy w JWRC
| Sezon | Zespół       | Samochód             | 1      | 2      | 3      | 4   | 5      | 6     | 7   | 8 | 9 | Punkty | Miejsce |
| ----- | ------------ | -------------------- | ------ | ------ | ------ | --- | ------ | ----- | --- | - | - | ------ | ------- |
| 2003  | Krum Donczew | Peugeot 206 XS S1600 | MCO 11 | TUR NU | GRE NU | FIN | ITA NU | ESP 9 | GBR |   |   | 0      | -       |

## Występy w rajdach IRC
| Sezon | Zespół                | Samochód          | 1   | 2   | 3   | 4   | 5      | 6      | 7   | 8   | 9   | 10  | 11  | 12 | 13 | Punkty | Miejsce |
| ----- | --------------------- | ----------------- | --- | --- | --- | --- | ------ | ------ | --- | --- | --- | --- | --- | -- | -- | ------ | ------- |
| 2008  | Prista Oil Rally Team | Peugeot 207 S2000 | STA | POR | YPR | ROS | MAD    | BAR NU | AST | SAN | VAL | CHI |     |    |    | 0      | -       |
| 2009  | Prista Oil Rally Team | Peugeot 207 S2000 | MON | KUR | SAF | AZO | YPR 13 | ROS    | MAD | BAR | AST | SAN | SZK |    |    | 0      | -       |